# اينزو تيخادا
اينزو تيخادا (بالإسبانية: Enzo Tejada)‏ هو لاعب كرة قدم أرجنتيني في مركز الوسط، ولد في 27 يناير 1997 في Las Heras, Mendoza ‏ في الأرجنتين. لعب مع نادي إنترناسيونال.

## وصلات خارجية
- اينزو تيخادا على موقع قاعدة بيانات كرة القدم.إي يو (الإنجليزية)
- اينزو تيخادا على موقع Soccerway.com (الإنجليزية)